# Pandora (Konsole)
Die Pandora (Projektname: OpenPandora) ist eine Handheld-Konsole, die auf Linux und freier Software basiert.
Das unter Mitwirkung einer öffentlichen Online-Community entwickelte Gerät gilt als inoffizieller Nachfolger des GP2X von Gamepark Holdings.

## Überblick
Die Pandora fungiert – vergleichbar mit einem vollwertigen PC – als umfassende Multimedia-, Spiele- und Arbeitsplattform, worunter auch die für Handhelds unübliche Anwendung eigenhändig entwickelter Programme zählt (insbesondere Homebrew). Die Software-Entwicklung steht grundsätzlich jedem frei, ob privat oder kommerziell; daher auch die Projektbezeichnung. Ihr Name ist eine Anspielung auf die Büchse der Pandora aus der griechischen Mythologie.
Nach Angaben der Hersteller sei die Pandora besonders für Emulatoren geeignet. Damit können klassische Spielkonsolen, Heimcomputer sowie Arcade-Automaten originalgetreu auf dem Gerät nachgebildet werden. Funktionsfähig sind PlayStation, Super NES, Mega Drive, Game Boy, Amiga, MS-DOS und viele andere mehr. Während die meisten Spielkonsolen Kopierschutzmechanismen aufweisen, verfügt die Pandora über keine solchen Mechanismen. Um ein gewünschtes Spiel zu spielen, muss dieses lediglich in Form eines Abbildes, z. B. als ROM, vorliegen.
Für Software und Computerspiel für die der Quelltext verfügbar ist, wurden auch anstelle von Emulationsansätzen auch sogenannte Source ports für die Pandora-Plattform erstellt. Nennenswerte Beispiele sind die PC/DOS-Computerspiele Jagged Alliance 2 und Homeworld, welche mit Hilfe von SDL auf die Pandora-Plattform migriert wurden.
Eine weitere Besonderheit sind die von der Pandora Community mit eigens entwickelten Tools erstellten, binären, statischen Rekompilate von komplexer Software für die Pandora-Plattform. Beispielsweise wurde 2014 eine Arm-Version des 1998er Computerspiels StarCraft durch statische Rekompilation und zusätzliches Reverse Engineering aus der ursprünglichen x86-Version generiert und verfügbar gemacht.

## Entwicklungsgeschichte
Ausgangspunkt der Entwicklung der Pandora war die im Februar 2007 erfolgte Zusammenkunft mehrerer Privatpersonen mit der Absicht, ein tragbares, multifunktionales Gerät herzustellen. Diese Personen waren der Engländer Craig Rothwell, der Türke Fatih Kilic, der Deutsche Michael Mrozek und der später dazugekommene Kanadier Michael Weston. Ersten gemeinsamen Kontakt pflegten sie in einem für Anwender und Programmierer bestimmten Internetforum, das sich dem GP32 und dem GP2X, zwei in Südkorea hergestellte Handheld-Konsolen, als Diskussionsgrundlage gewidmet hatte. Im April 2007 wurde die Gemeinschaft über das geplante Vorhaben in Kenntnis gesetzt, was zuerst allgemeine Skepsis, später große Begeisterung hervorrief. Durch von zahlreichen Forenmitgliedern ausgegangene Ideen und Vorschläge unterstützt, entstand innerhalb weniger Jahre die Pandora, die ihre beiden inoffiziellen Vorgänger dort ergänzen sollte, wo es an wünschenswerten Zusatzfunktionen mangelte und noch als Prototyp weit vor ihrer Veröffentlichung den Status als ultimativer Open-Source-Handheld beanspruchte. Rothwell, Kilic und Mrozek fühlten sich als offizielle Distributoren des GP2X in Europa zusätzlich durch den eigenen Wunsch verbunden, das Produkt an Ansprüche ihrer Kunden anzupassen und demgemäß zu verbessern. Die Leitung des Projekts blieb dabei stets jenen drei bzw. vier überlassen, ist doch die Kommunikation und Verwaltung über vier verschiedene auf der Erde verteilten Standorte erschwerlich genug.
Im Oktober 2008 wurden Vorbestellungen für die erste Fabrikationsserie entgegengenommen. Die Serie erreichte eine Stückzahl von ungefähr 4.000. Die Auslieferung war anfangs für Ende November 2008 geplant, verzögerte sich aber wegen der Finanzkrise 2007 und Verlangsamungen bei der Produktion. Im Mai 2010 wurden erstmals Geräte an Kunden ausgeliefert. Im November 2013 kam es wiederum zu Lieferverzögerungen, diesmal aber aufgrund gestiegener Nachfrage.
Am 31. Mai 2014 wurden Gehäusedaten und der Schaltplan für den nichtkommerziellen Gebrauch veröffentlicht.

## Hardware

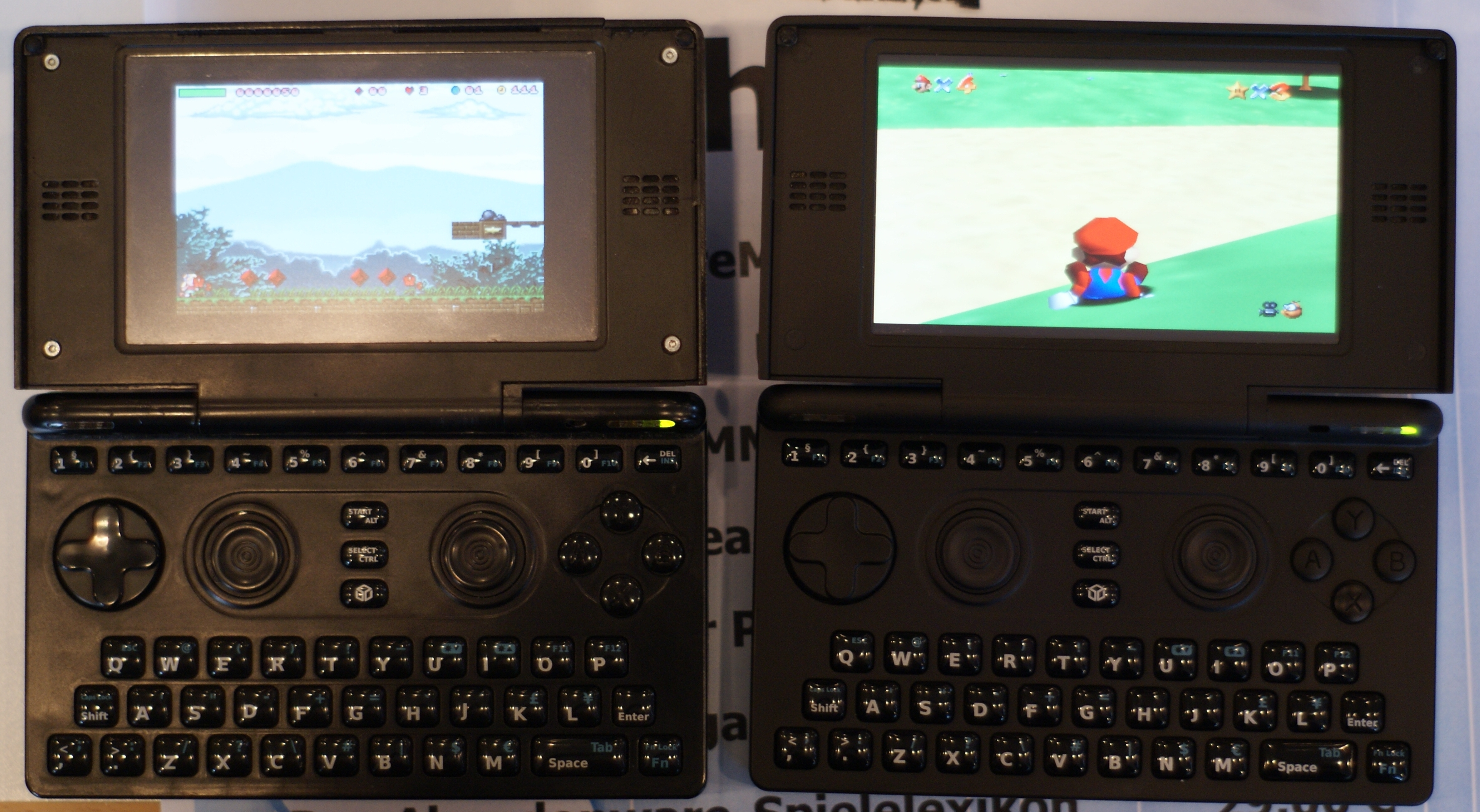
Prototyp und Produktionsmodell der Classic Edition

Die Pandora ähnelt vom Aufbau her einem Netbook, ist aber um einiges kleiner. Neben einem 4,3"-Display mit 800×480 Pixel sind Stereo-Lautsprecher und ein Mikrofon eingebaut. Zusätzlich können externe Kopfhörer angeschlossen werden. Das Gerät kann mit dem eingelegten Lithium-Polymer-Akkumulator auch bei maximaler Arbeitsleistung für ungefähr zehn Stunden mit Energie versorgt werden; alternativ kann es per Netzadapter betrieben werden.
Als Eingabemöglichkeiten stehen eine QWERTY-Tastatur mit abgesetzter Zahlenreihe, ein Touchscreen mit Eingabestift, ein Acht-Wege-Steuerkreuz, zwei Analog-Sticks, vier Aktionsknöpfe und zwei Schultertasten zur Verfügung.
Mittels Adapterkabel lässt sich die Pandora an einen Fernseher oder Projektor anschließen (TV-Out).
Aus Platzersparnis wurde auf der Platine ein USB-2.0-Controller verbaut. Dank eines USB-2.0-Hubs sind auch USB-1.1-Geräte wie z. B. Maus und Tastatur lauffähig. Zusätzlich besitzt die Pandora einen USB-OTG-Anschluss.
Dieser unterstützt sowohl USB-1.1- als auch USB-2.0-Geräte.
Datenaustausch und Zugang zum Internet sind kabellos über WLAN und Bluetooth möglich.
Die unterschiedlichen Modellversionen verfügen über 256 bis 512 MB Arbeitsspeicher. Die Herstellung erfolgt mit Ausnahme einiger Plastikteile in Deutschland und Großbritannien, wobei die Bestückung der Hauptplatine sowie die Endmontage in Deutschland durchgeführt werden.
Als Speichermedien dienen USB-Massenspeicher, SD-Karten oder der eingebaute NAND-Flash.

## Software
Die Pandora wird mit dem Betriebssystem Super Zaxxon (Vers. 1.60 RC) ausgeliefert. Es basiert in Grundzügen auf der Linux-Distribution Ångström. Xfce und das eigens für die Pandora entwickelte Minimenu sind als Desktop-Umgebungen von Haus aus verfügbar.
Die Pandora nutzt Programmbibliotheken wie OpenGL ES oder SDL, welche frei verfügbar sind und jedermann erlauben, Programme für das Gerät zu schreiben. Besonders unerfahrenen Entwicklern wird damit der Einstieg in die „Pandora-Programmierung“ erleichtert.

### PND-System
Anfangs wurde überlegt, einen Paketmanager einzusetzen, um die Handhabung von Software zu erleichtern. Weil das Entfernen einer SD-Karte jedoch zu Inkonsistenzen in der Datenbank führen würde, wurde ein eigener Softwaremanager, das PND-System, entwickelt.
Eine PND-Datei beinhaltet sämtliche Programmdateien sowie eine XML-Datei mit Metainformationen wie Titel, Autor und Inhaltsbeschreibungen. Zusätzlich können auch Icons und Screenshots enthalten sein. Nach dem Einlegen der Speicherkarte werden darauf abgelegte Programme automatisch erkannt und auf dem Desktop und/oder im Startmenü automatisch kategorisiert angezeigt.

## Spezifikationen
|                        |                        | Classic Edition | Pandora Rebirth Edition | 1GHz Edition |
| ---------------------- | ---------------------- | --- | --- | --- |
| CPU                    | Typ                    | TI OMAP 3530 (Arm Cortex-A8) | TI OMAP 3530 (Arm Cortex-A8) | TI DM3730 (ARM Cortex-A8) |
| CPU                    | Standardtakt           | 600 MHz (taktbar bis 850 MHz oder höher) | 600 MHz (taktbar bis 850 MHz oder höher) | 1 GHz (taktbar bis 1,2 GHz) |
| Arbeits- speicher      | Größe                  | 256 MB | 512 MB | 512 MB |
| Arbeits- speicher      | Typ                    | DDR-333 SDRAM | DDR-333 SDRAM | DDR-333 SDRAM |
| Arbeits- speicher      | Takt                   | 166 MHz | 166 MHz | 200 MHz |
| GPU                    | Typ                    | PowerVR SGX 530, OpenGL ES 2.0 kompatible 3D-Hardware | PowerVR SGX 530, OpenGL ES 2.0 kompatible 3D-Hardware | PowerVR SGX 530, OpenGL ES 2.0 kompatible 3D-Hardware |
| GPU                    | Takt                   | 110 MHz | 110 MHz | 200 MHz |
| interner Speicher      | interner Speicher      | 512 MB NAND-Flash-Speicher | 512 MB NAND-Flash-Speicher | 512 MB NAND-Flash-Speicher |
| Bedienelemente         | Bedienelemente         | zwei Analogsticks (15 mm Durchmesser, konkav), vier Aktionsknöpfe (A/X/B/Y), vollständiges Gamepad mit Schulterknöpfen (L/R), QWERTY-Tastatur mit 43 Tasten und Nummernpad | zwei Analogsticks (15 mm Durchmesser, konkav), vier Aktionsknöpfe (A/X/B/Y), vollständiges Gamepad mit Schulterknöpfen (L/R), QWERTY-Tastatur mit 43 Tasten und Nummernpad | zwei Analogsticks (15 mm Durchmesser, konkav), vier Aktionsknöpfe (A/X/B/Y), vollständiges Gamepad mit Schulterknöpfen (L/R), QWERTY-Tastatur mit 43 Tasten und Nummernpad |
| Video-Ausgang          | Video-Ausgang          | (FBAS und S-Video) | (FBAS und S-Video) | (FBAS und S-Video) |
| USB                    | USB                    | USB 2.0 OTG Port mit Lademöglichkeit | USB 2.0 OTG Port mit Lademöglichkeit | USB 2.0 OTG Port mit Lademöglichkeit |
| USB                    | USB                    | USB 2.0 HOST Port mit 500 mA Stromversorgung für angeschlossene Geräte | | |
| Bildschirm             | Bildschirm             | Touchscreen-LCD, Auflösung 800 × 480, Diagonale 4,3" (ca. 11 cm), 16,7 Mio. Farben (300 cd/m² Helligkeit, 450:1 Kontrastauflösung) | Touchscreen-LCD, Auflösung 800 × 480, Diagonale 4,3" (ca. 11 cm), 16,7 Mio. Farben (300 cd/m² Helligkeit, 450:1 Kontrastauflösung) | Touchscreen-LCD, Auflösung 800 × 480, Diagonale 4,3" (ca. 11 cm), 16,7 Mio. Farben (300 cd/m² Helligkeit, 450:1 Kontrastauflösung) |
| Akku                   | Akku                   | LiPo-Akku mit 4200 mAh | LiPo-Akku mit 4200 mAh | LiPo-Akku mit 4200 mAh |
| Laufzeit               | Laufzeit               | bis zu 14 h (für Videos/Standardanwendungen, bei verringerter Arbeitsleistung), 100 h für Musik | bis zu 14 h (für Videos/Standardanwendungen, bei verringerter Arbeitsleistung), 100 h für Musik | bis zu 14 h (für Videos/Standardanwendungen, bei verringerter Arbeitsleistung), 100 h für Musik |
| sonstige Eigenschaften | sonstige Eigenschaften | IVA2+ Audio- und Video-Prozessor integriertes 802.11b/g WLAN integriertes Bluetooth 2.0 + EDR (3 MBit/s; Class 2, +4 dBm) zwei SDHC-Karten-Slots (zurzeit bis zu 64 GB Speichergröße) Kopfhörerausgang mit bis zu 150 mW/Kanal mit 16 Ohm, 99 dB SNR internes Mikrofon, Möglichkeit externe Mikrofone anzuschließen extern zugänglicher UART für Hacking und Debugging der Hardware Schutz vor Firmewareschaden mit integriertem Bootloader | IVA2+ Audio- und Video-Prozessor integriertes 802.11b/g WLAN integriertes Bluetooth 2.0 + EDR (3 MBit/s; Class 2, +4 dBm) zwei SDHC-Karten-Slots (zurzeit bis zu 64 GB Speichergröße) Kopfhörerausgang mit bis zu 150 mW/Kanal mit 16 Ohm, 99 dB SNR internes Mikrofon, Möglichkeit externe Mikrofone anzuschließen extern zugänglicher UART für Hacking und Debugging der Hardware Schutz vor Firmewareschaden mit integriertem Bootloader | IVA2+ Audio- und Video-Prozessor integriertes 802.11b/g WLAN integriertes Bluetooth 2.0 + EDR (3 MBit/s; Class 2, +4 dBm) zwei SDHC-Karten-Slots (zurzeit bis zu 64 GB Speichergröße) Kopfhörerausgang mit bis zu 150 mW/Kanal mit 16 Ohm, 99 dB SNR internes Mikrofon, Möglichkeit externe Mikrofone anzuschließen extern zugänglicher UART für Hacking und Debugging der Hardware Schutz vor Firmewareschaden mit integriertem Bootloader |
| Gehäusemaße            | Gehäusemaße            | 140 mm × 83,4 mm × 27,5 mm | 140 mm × 83,4 mm × 27,5 mm | 140 mm × 83,4 mm × 27,5 mm |
| Gewicht                | Gewicht                | 335 g (mit Akku) | 335 g (mit Akku) | 335 g (mit Akku) |